# Le Mont-Bellevue
Le Mont-Bellevue – jedna z sześciu dzielnic miasta Sherbrooke. Obejmuje obszar włączonego do Sherbrooke w 2002 roku miasta Ascot i terytorium miasta sprzed 2002 roku. W granicach dzielnicy znajduje się centrum miasta, jak i również duży (4 km²) Park Mont-Bellevue. Nazwa dzielnicy pochodzi od góry Mont Bellevue. W dystrykcie L'Université położony jest Uniwersytet Sherbrooke, jeden z największych uniwersytetów w prowincji.
Le Mont-Bellevue jest podzielone na 4 dystrykty:
- Le Centre-Sud
- Ascot
- La Croix-Lumineuse
- L'Université.